# Masson Island
Masson Island (norska: Massonøya) är en ö i Antarktis. Den ligger i havet utanför Östantarktis. Australien gör anspråk på området.